# Baharuia
Baharuia es un género monotípico perteneciente a la familia Apocynaceae. Contiene una única especie: Baharuia gracilis D.J.Middleton. Es originario del sudeste de Asia distribuido en Sumatra y Borneo (Brunéi, Kalimantan, Sabah, Sarawak).

## Taxonomía
El género  fue descrito por David John Middleton y publicado en Blumea 40(2): 445. 1995.